# Lepidochrysops australis
Lepidochrysops australis är en fjärilsart som beskrevs av Tite 1964. Lepidochrysops australis ingår i släktet Lepidochrysops och familjen juvelvingar. Inga underarter finns listade i Catalogue of Life.